# Boulevard des Italiens

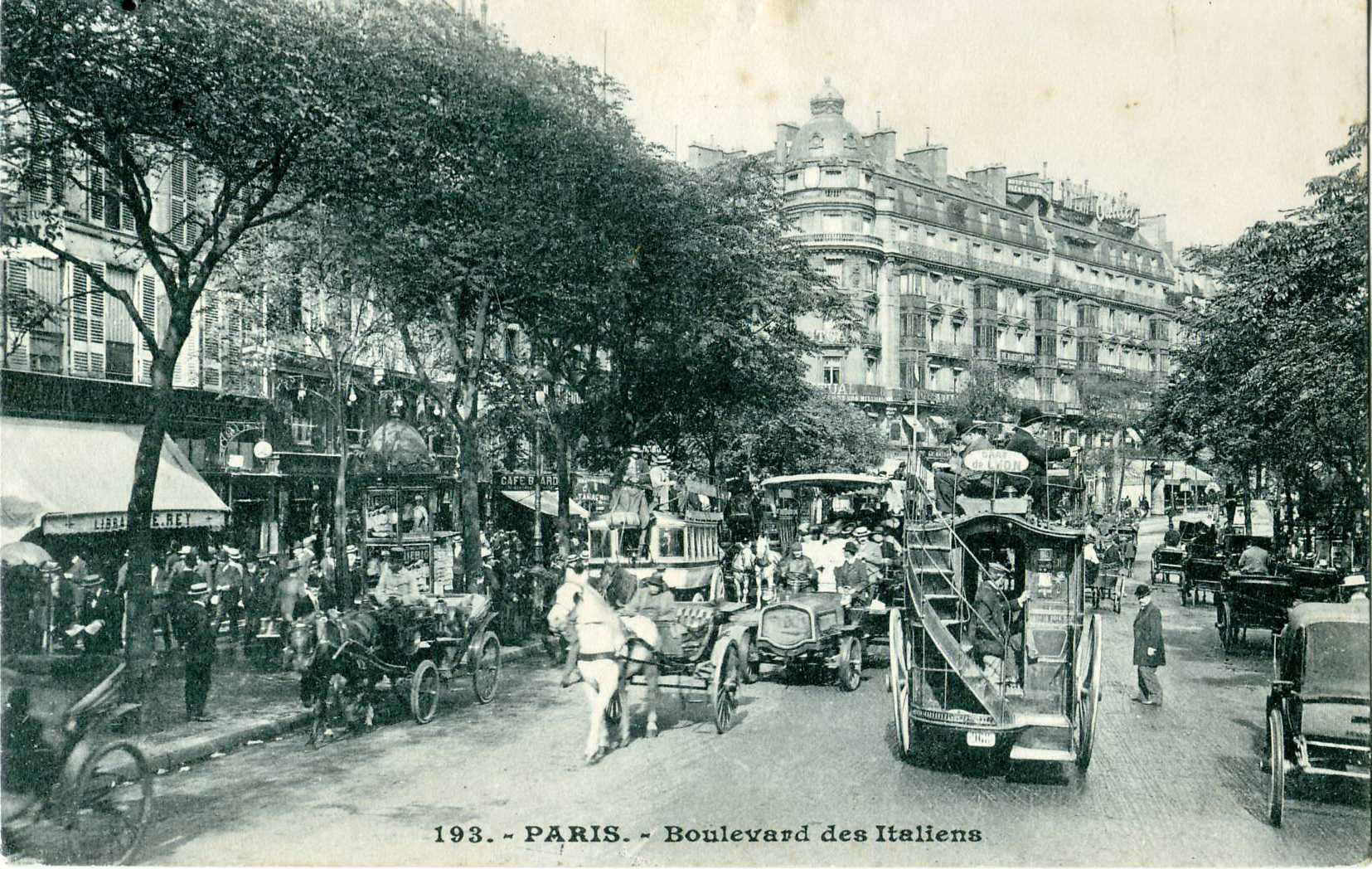
La saturazione del boulevard des Italiens all'inizio del XX secolo.

Il Boulevard des Italiens è uno dei Grands Boulevards di Parigi e fa parte della catena costituita ad ovest verso est insieme con i boulevard de la Madeleine, des Capucines e Montmartre. Il boulevard è lungo 390 m e largo 35, ed è servito dalle stazioni della Metropolitana di Parigi Opéra e Richelieu – Drouot.

## Storia
Esso deve il nome al Théâtre des Italiens, che vi fu costruito nel 1783 ed è poi stato rimpiazzato dall'attuale Opéra-Comique.
Il viale in precedenza era chiamato:
- Boulevard du Dépôt a causa di un magazzino delle guardie francesi costruito nel 1764 all'angolo con la Rue de la Chaussée d'Antin;
- Boulevard Cerutti dal nome di un palazzo del boulevard, nel quale si era stabilito Joseph-Antoine Cerutti (1738-1792);
- dal 1795 era noto come Le petit Coblence, poiché vi si radunavano gli émigrés di ritorno ai paesi sotto il Direttorio, che avevano a lungo soggiornato nella città tedesca di Coblenza;
- sotto la Seconda Restaurazione, uno dei lati fu chiamato Boulevard de Gand in ricordo dell'esilio a Gand del re Luigi XVIII durante i Cento giorni. Honoré de Balzac dimostra come percorrere questo Boulevard de Gand nella Théorie de la démarche (1833) con la stessa eleganza di Chateaubriand.

Durante tutto il XIX secolo il boulevard costituì luogo d'incontro delle persone eleganti di Parigi, moda che durò fino alla Grande Guerra 1914-1918.
Esso vide succedersi i Moscardini e gli Incredibili e le Meravigliose all'epoca del Direttorio. Poi i gandins durante la restaurazione, i dandy sotto Luigi Filippo, le donne in crinolina durante il Secondo Impero. Era la grande epoca del Café de Paris, del Café Tortoni de Paris (che ispirò il Café Tortoni di Buenos Aires), del Café Frascati, del Café Anglais, della Maison dorée e altri ancora. A seguito del completamento del Boulevard Haussmann negli anni 1920, queste "istituzioni" scomparvero per venir sostituite da sedi finanziarie ed altro.

## Luoghi d'interesse
Il Boulevard des Italiens ospitava numerosi luoghi d'interesse realizzati fra il XVIII e il XIX secolo, alcuni dei quali si sono conservati tuttora.
- All'incrocio con la Rue Laffitte, si ottiene una veduta della Basilica del Sacro Cuore che pare poggiare sulla chiesa di Notre-Dame de Lorette, che è invece più lontana.
- N. 13 (all'angolo della Rue de Marivaux): Café Anglais (1802-1913), celebre ristorante del Secondo Impero, sostituito da un immobile di stile Art Nouveau.
- N. 16: ospitava il Café Riche (1791), poi sostituito da un edificio in stile art déco costruito fra il 1927 al 1933 per la Banque nationale du Commerce et de l'Industrie da Joseph Marrast e da Charles Letrosne. Attualmente[2] ospita la sede della  BNP Paribas; l'edificio è contiguo al numero 20, pure della stessa banca.
- N. 19: sede centrale del Crédit Lyonnais costruita dal 1876 al 1913 in stile haussmanniano.
- N. 20: sito del ristorante di lusso Maison Dorée (1839-1841). Al suo posto si trovano gli uffici della BNP Paribas in uno stabile progettato dall'architetto Pierre Dufau, che ha conservato la facciata originale.
- N. 22: posizione del Café Tortoni de Paris.
- N. 25: a questo indirizzo s'installò nel 1856 il fotografo Ferdinand Mulnier.
- N. 26: posizione del Café de Bade[3].
- N. 29: luogo dei Bains Chinois, costruiti in stile pagoda dall'architetto Nicolas Lenoir nel 1787. Il fabbricato ospitava, oltre ai bagni, un ristorante, un caffè e un negozio di moda. Gracchus Babeuf ne fece il suo centro di riunioni per la preparazione della sua cospirazione del 1795. Venne demolito nel 1853[4].
- N. 36: immobile costruito nel 1929 da Michel Roux-Spitz. Il piano terra serviva da salone d'esposizione delle autovetture Ford. Oggi è un ristorante della catena Quick[5].

All'angolo della Rue de la Chaussée-d'Antin si trovava la caserma delle Guardie francesi voluta dal colonnello duca di Biron nel 1764. Il 12 luglio 1789 un distaccamento di guardie dovette intervenire per salvare il suo colonnello, M. Duchâtelet, dall'agitazione popolare.
All'angolo della Rue Louis-le-Grand si trova il Palazzo Berlitz, costruito negli anni e nello stile 1930 al posto del Pavillon de Hanovre del XVIII secolo, smontato e rimontato a Sceaux.

## Nel cinema
- Boulevard des Italiens è il titolo di un film di Georges Méliès del 1896, agli albori del cinematografo, andato perduto[7].

## Galleria d'immagini

### Stampe e dipinti

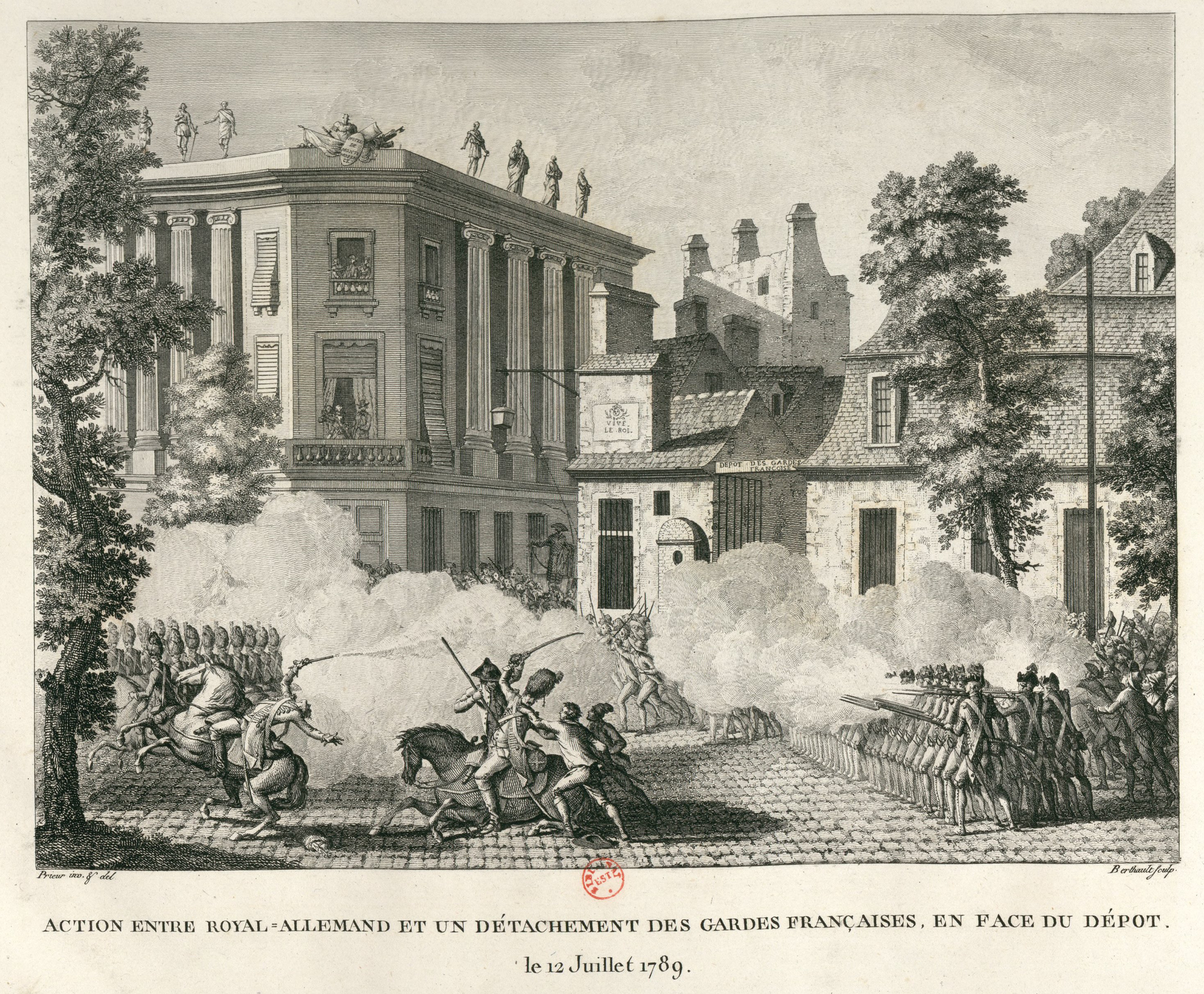
Combattimenti sul boulevard nel 1789.
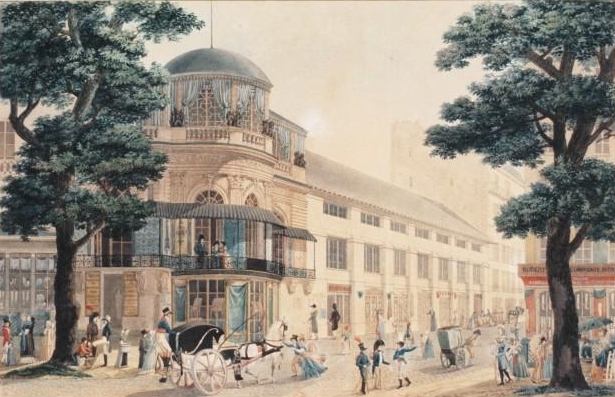
Pavillon de Hanovre di François Debret mostra il boulevard com'era fra il 1800 e il 1850.
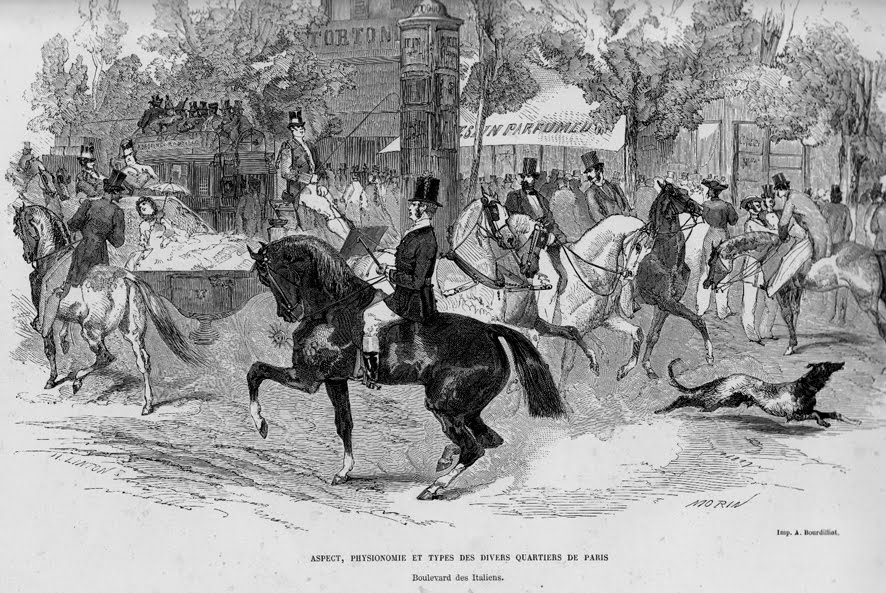
Le Café Tortoni de Paris di Edmond Morin (1860 circa).
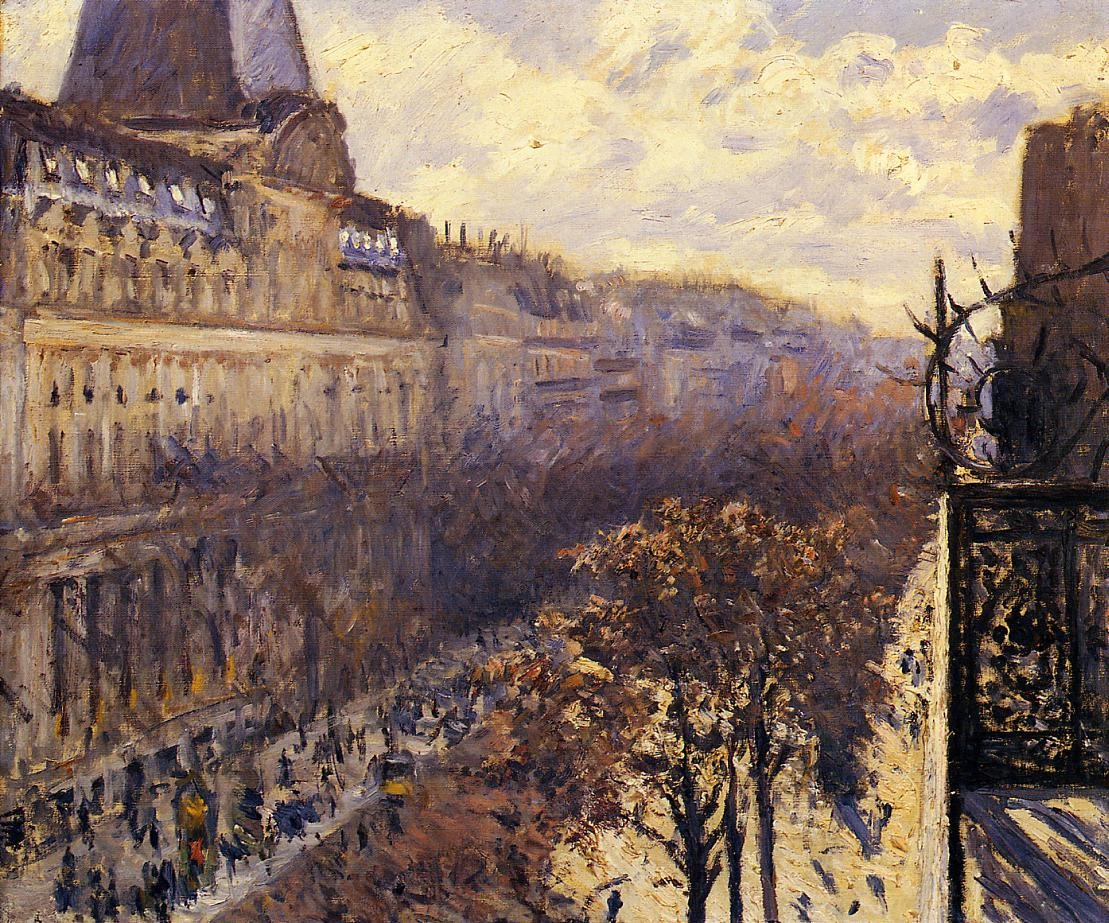
Boulevard des Italiens di Gustave Caillebotte (1880 circa).
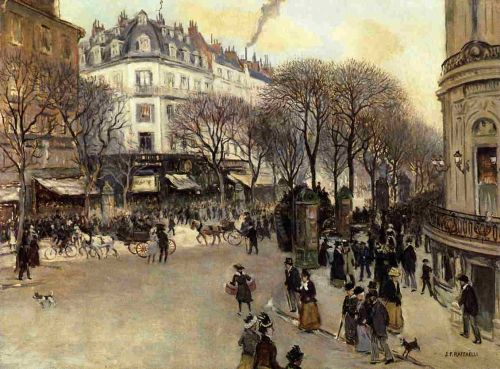
Dipinto di Jean-François Raffaëlli (1900 circa).

### Fotografie

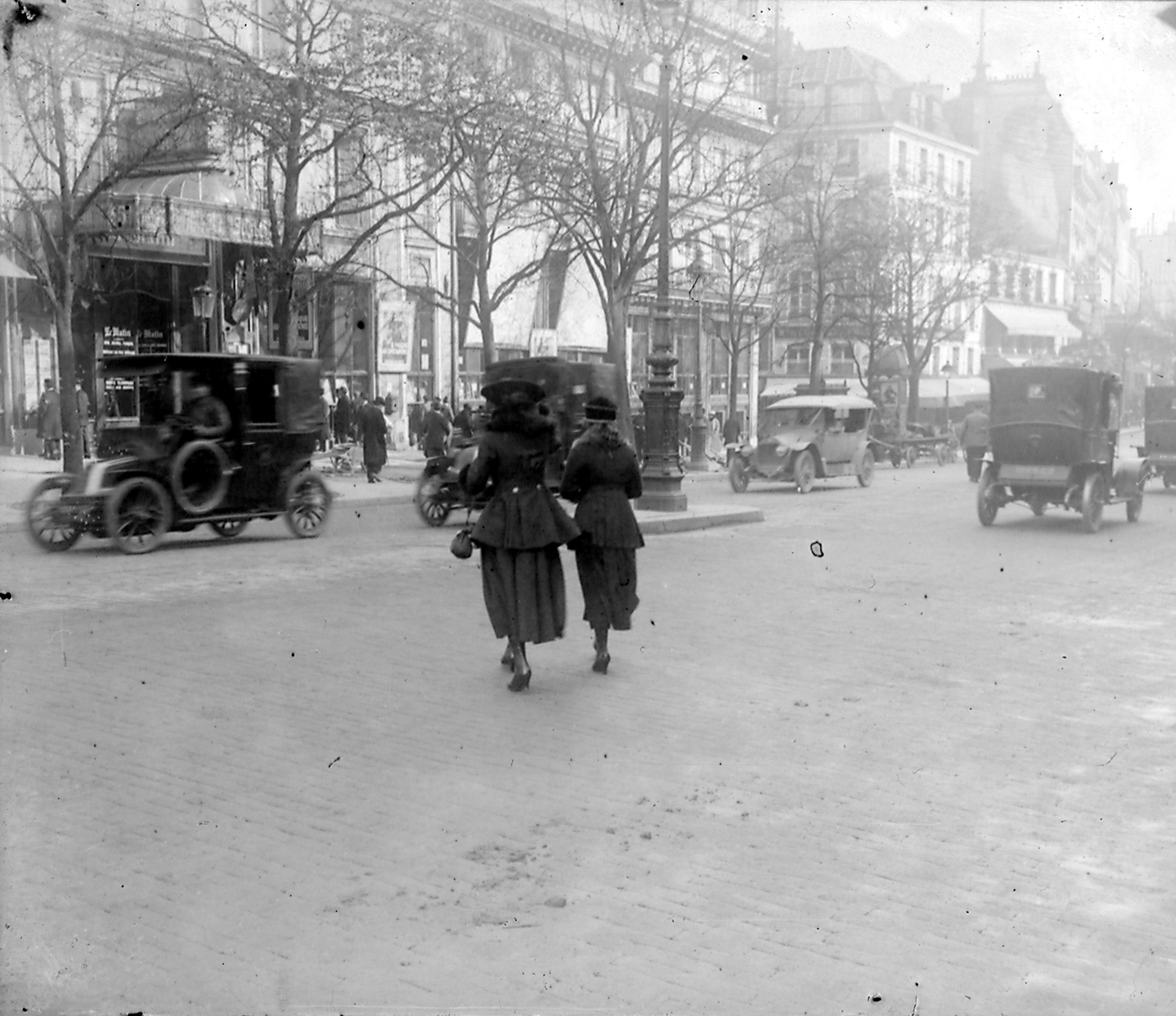
Il Boulevard des Italiens durante la prima guerra mondiale.
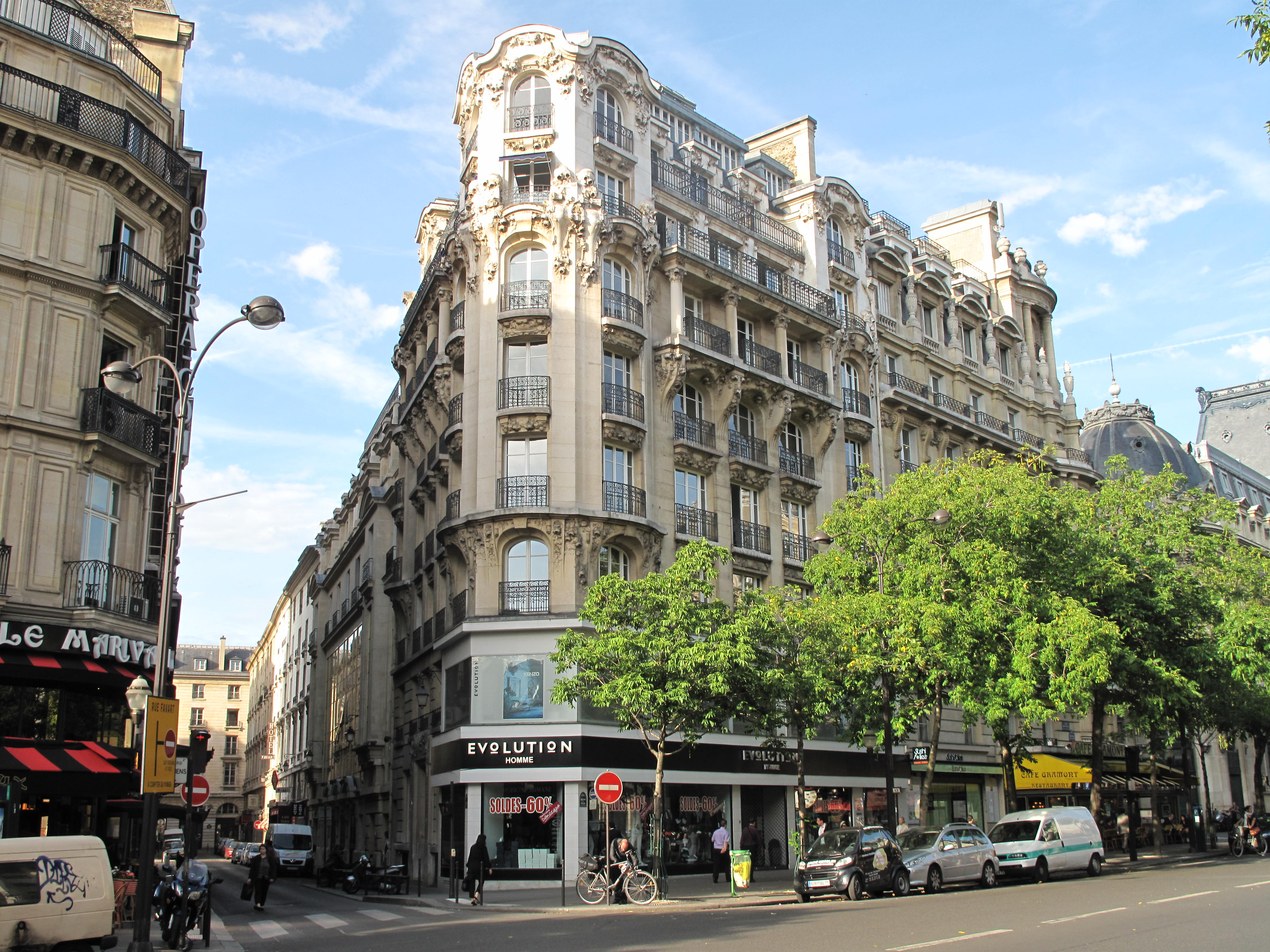
Posizione dell'ex-Café Anglais.
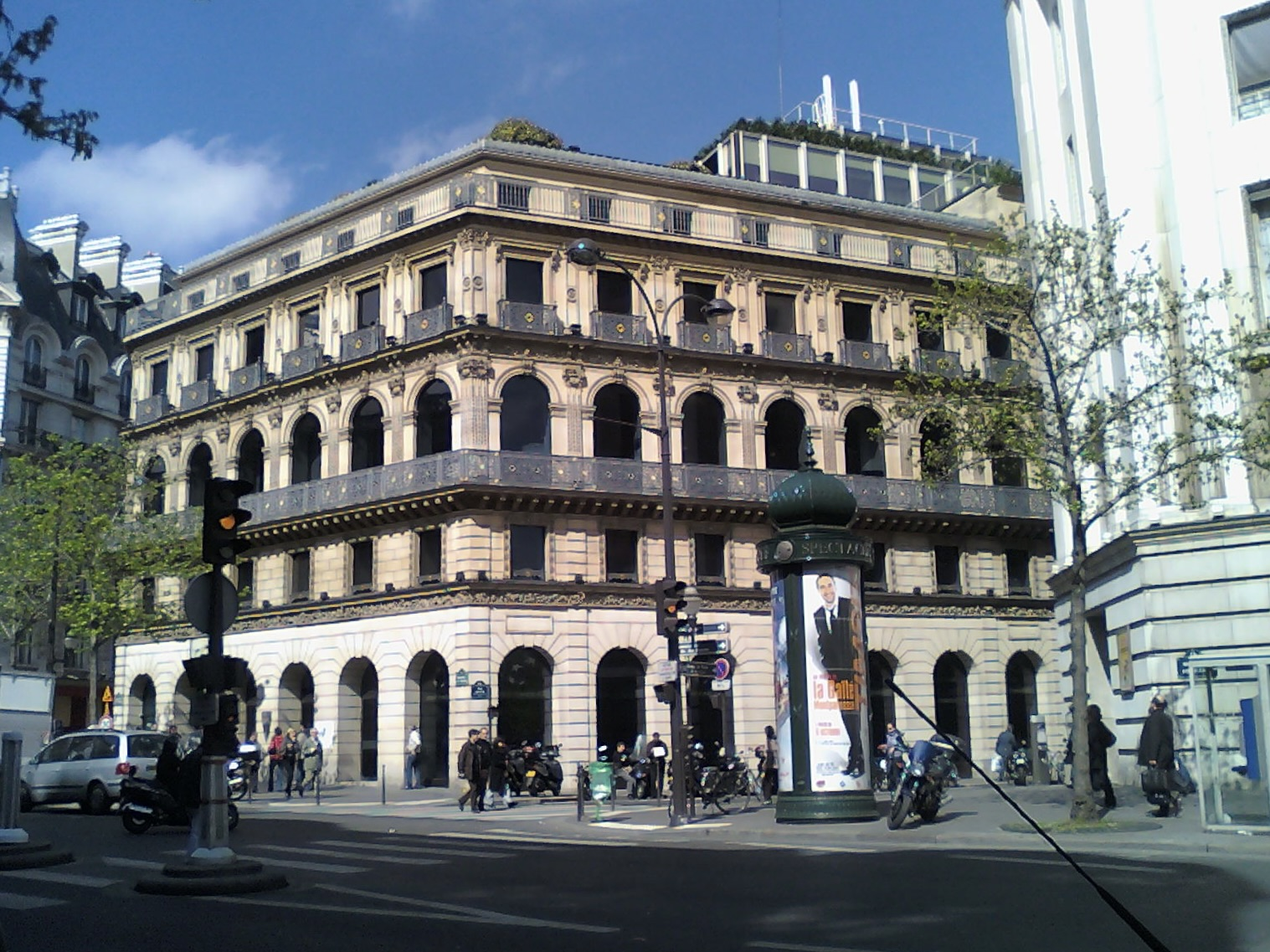
Sede della BNP Paribas che conserva ancora la facciata della Maison Dorée.
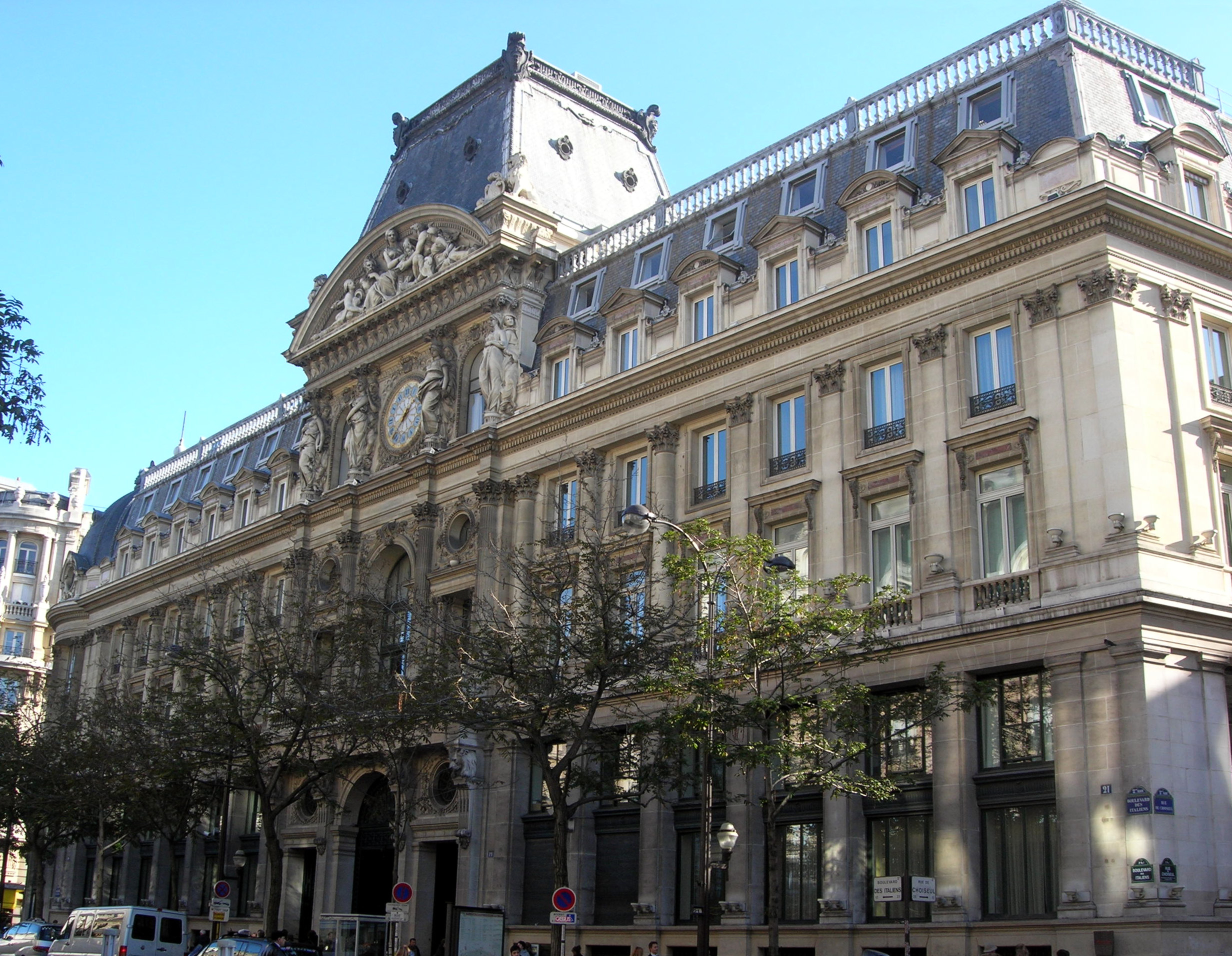
Sede del Crédit Lyonnais.
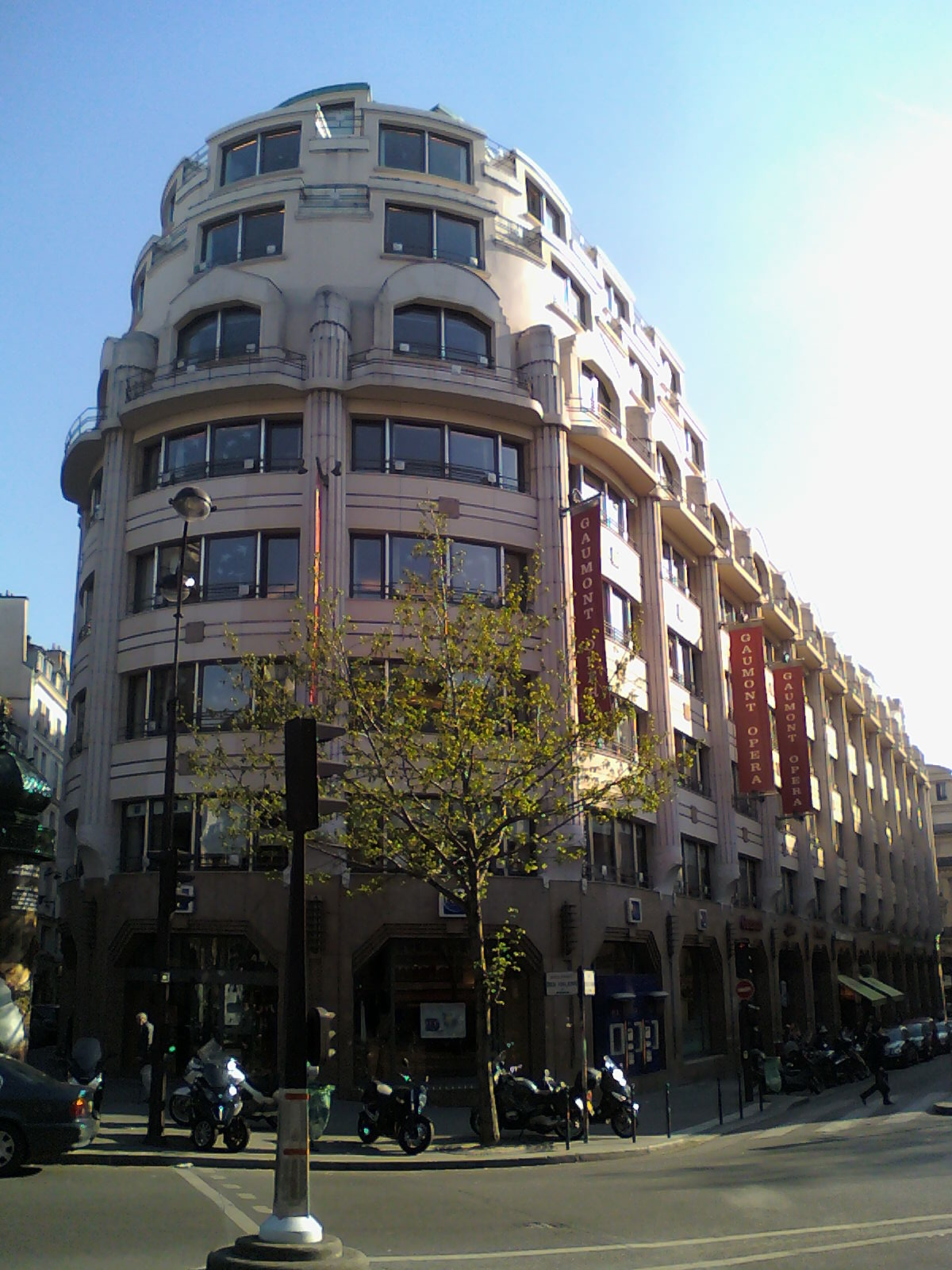
Palazzo Berlitz.